# Artocarpus montanus
Artocarpus montanus là một loài Mít thuộc họ dâu tằm phân bố tại vùng núi phía Nam và miền Trung Việt Nam, được tìm thấy lần đầu trong số mẫu vật 70 tuổi tại Vườn bách thảo Missouri, Hoa Kỳ và được xác nhận là loài mới vào năm 2020.